# Villa Paul Aschke
Die Villa des angesehenen Mediziners und Naturheilkundlers Paul Aschke liegt im Stadtteil Oberlößnitz der sächsischen Stadt Radebeul, im Augustusweg 47.

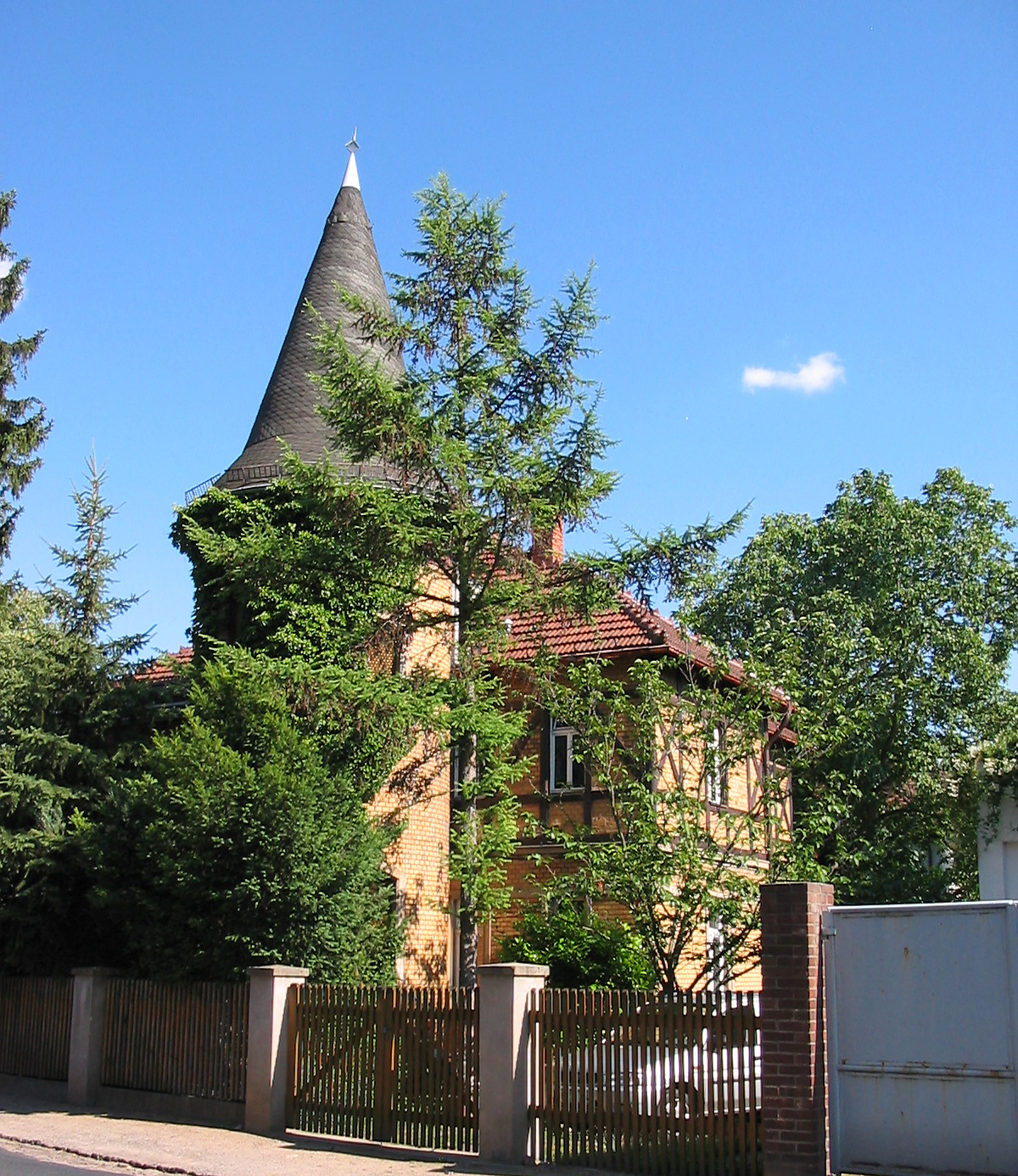
Villa von Paul Aschke

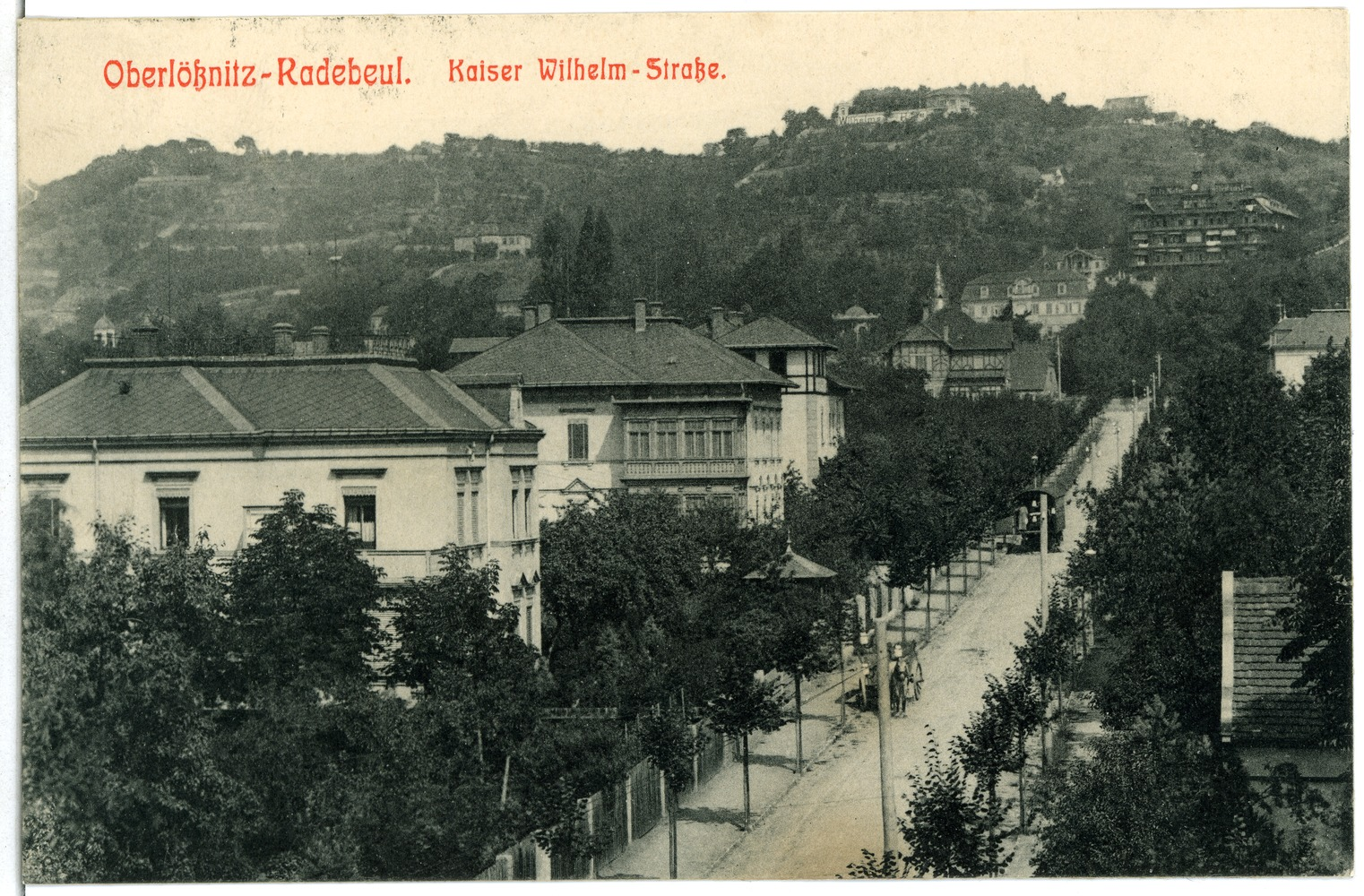
Aschkes Villa links am oberen Ende der Emil-Högg-Straße; darunter Nrn. 12, 10, 8 (1901)

## Beschreibung
Der zu seiner Zeit angesehene Mediziner und Naturheilkundler Paul Aschke, führender Arzt im Bilz-Sanatorium, ließ sich 1900/1901 durch den Bauunternehmer Paul Becher nicht weit von seiner Wirkungsstätte eine zweigeschossige Villa errichten.
Die Fassaden mit gelben Verblendziegelsteinen zeigen asymmetrische Ansichten mit Seitenrisaliten, Sandsteingliederungen sowie Fachwerk im Obergeschoss. Bemerkenswert ist der zur Straßenseite hin stehende halbrunde Treppenturm mit Wendeltreppe (Wendelstein) und spitzer Kegelhaube. Das denkmalgeschützte Gebäude besitzt zur Südseite hin eine Holzveranda mit Freitreppe.